# Ononis polysperma
Ononis polysperma là một loài thực vật có hoa trong họ Đậu. Loài này được Barratte & Murb. miêu tả khoa học đầu tiên.